# ولیکنلی، کزن
ولیکنلی، کزن (به لاتین: Velicanlı, Kozan) یک زیستگاه انسانی در ترکیه است که در قوزان (ترکیه) واقع شده‌است.